# 9M337 Sosna-R
El 9M337 Sosna-R (en español: Pino) (SA-X-25) es un misil ruso supersónico guiado por radar y láser (Mach 2,6) de dos etapas. Se utiliza en el sistema de misiles de defensa aérea de corto alcance Sosna-R, diseñado para proteger a las unidades militares de ataques aéreos en todo tipo de situaciones de combate, incluso durante la marcha.
En 2017 se completaron con éxito las pruebas oficiales del nuevo sistema de misiles de defensa aérea Bagulnik (la variante nacional, actualmente denominada Strela-10ML). En mayo de 2019, el Ministerio de Defensa de Rusia decidió poner en servicio el sistema.

## Descripción

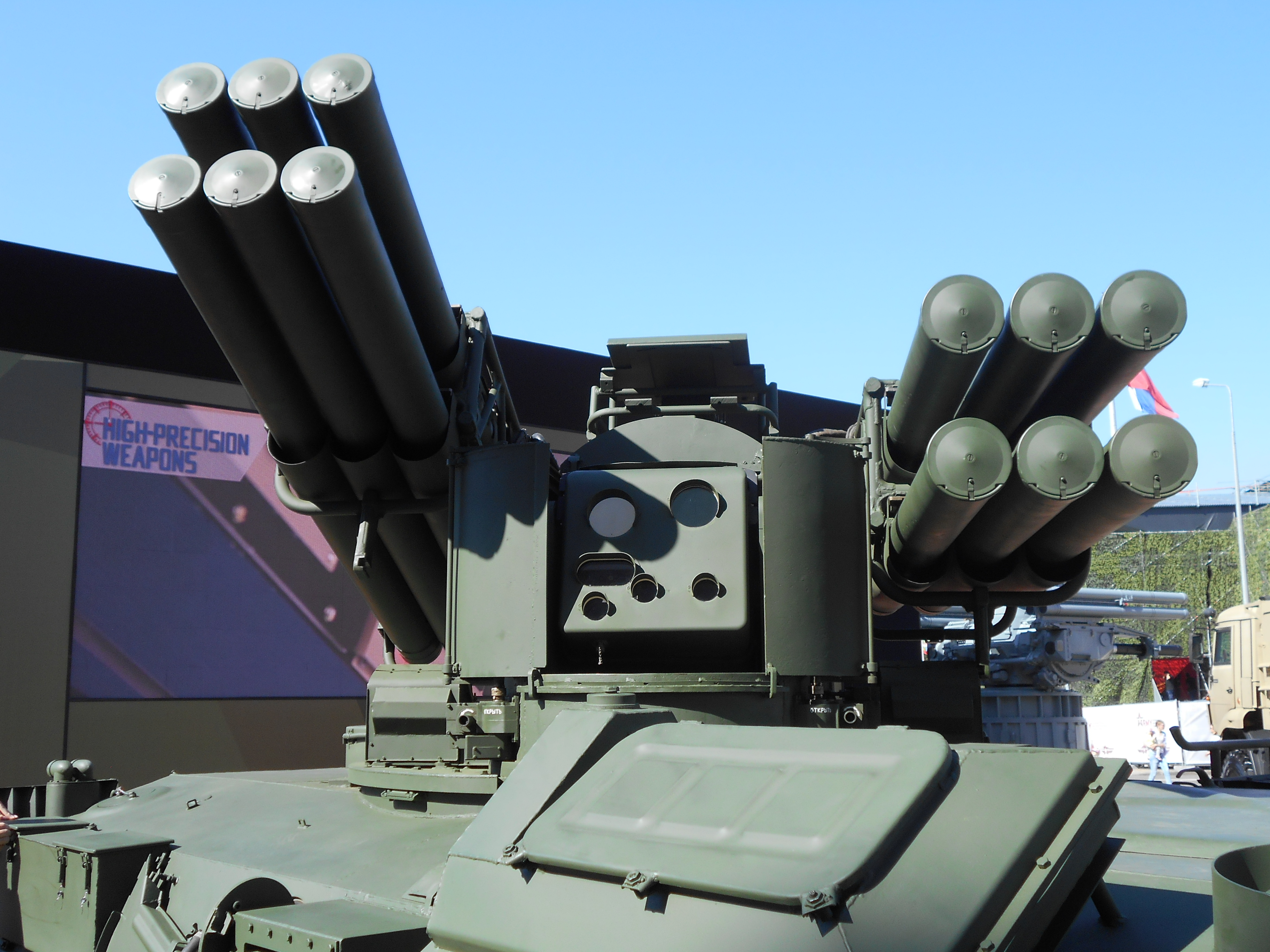
Sistema de misiles tierra-aire Sosna.

Fue desarrollado por KB Tochmash como sucesor del 9K35 Strela-10, y es una alternativa más económica al sistema de misiles Tor y al Pantsir-S1. Diseñado para funcionar en modo pasivo con la ayuda de diferentes sistemas de imágenes (cámara térmica, cámara de televisión) y un telémetro láser para encontrar y atacar un objetivo, Sosna-R es capaz de operar eficazmente bajo el control de varios tipos de objetos antiguos, Puestos de mando de batería modernos y prospectivos, el más preferible de los cuales es el FPU "Assembly-M1-2" (9S80M1-2) y es resistente a interferencias. Utiliza un lanzador SAM con orugas con 12 misiles con un alcance de 10 km y una altitud de 5 km, basado en el vehículo MT-LB. Esos 12 misiles se pueden recargar en 12 minutos. La versión de producción en serie se basa en el BMP-3 IFV. El Sosna también puede disparar mientras está en movimiento. El sistema tiene una tripulación de dos personas: el conductor y el artillero.
El sistema está armado con 12 misiles 9M340 que se encuentran en sus contenedores de lanzamiento de transporte y dispuestos en dos bancos de seis. Los misiles Sosna-R Beam Rider de 38 kg son de dos etapas y son capaces de destruir aviones, helicópteros, misiles de crucero, bombas aéreas, armas de ataque aéreo de pequeño tamaño, incluidos elementos de armas de alta precisión y vehículos blindados ligeros. El misil puede cambiar de dirección en pleno vuelo. También tiene una espoleta láser combinada de impacto/proximidad. Su carga útil se compone de dos ojivas que pesan un total de 7 kg. La ojiva de varilla fragmentada está diseñada para detonación de proximidad cuando vuela cerca del objetivo, mientras que la ojiva perforante/fragmentadora (AP-Frag) se dispara al impactar. El sistema tiene una alta resistencia a las interferencias y, además de su modo de funcionamiento pasivo, puede equiparse con un radar de adquisición adicional de pequeño tamaño.
El sistema de artillería antiaérea Palma cuenta con un armamento integrado que consta de ocho misiles tierra-aire de precisión Sosna-R guiados por rayo láser y dos cañones de tiro rápido AO-18KDE. Como componente de defensa, el Palma está destinado a defender tanto barcos como bases navales, infraestructura costera y aeródromos, así como otras instalaciones vitales.

## Rango
Dentro de 8 a 10 (≤ 20) km.

## Variantes
- Módulo de armamento Sosna A para MBT, IFV, APC, AFV
- Sosna RA para AFV, MBT, IFV, APC
- Palash CIWS
- Palma CIWS: las entregas de los sistemas a la Armada rusa y a las armadas extranjeras comenzaron en 2011.[15][16]
- Ptitselov CIWS es una versión transportable por aire basada en el chasis BMD-4 M y también se puede lanzar en paracaídas.[17]

## Operadores

### Operadores actuales
- Rusia
- Vietnam
  - Palma-SU CIWS utilizado en fragatas clase Gepard.

### Operador potencial
- Egipto
  - Se informa de posible adquisición de Palma CIWS.[18]